# Station Wahrenholz
Station Wahrenholz (Bahnhof Wahrenholz) is een spoorwegstation in de Duitse plaats Wahrenholz, in de deelstaat Nedersaksen. Het station ligt aan de spoorlijn Gifhorn - Wieren.

## Indeling
Het station beschikt over twee zijperrons, die niet zijn overkapt maar voorzien van abri's. Het tweede zijperron ligt tussen spoor 1 en spoor 2 en is via een overpad vanaf het eerste perron te bereiken. Het station is te bereiken vanaf de straat Am Bahnhof. Hier bevinden zich ook een parkeerterrein en een fietsenstalling. 

## Verbindingen
De volgende treinserie doet het station Wahrenholz aan:
| Serie | Treinsoort           | Route                                                        | Bijzonderheden             |
| ----- | -------------------- | ------------------------------------------------------------ | -------------------------- |
| RB 47 | Regionalbahn (Erixx) | Braunschweig Hbf – Gifhorn – Wahrenholz – Wittingen – Uelzen | Rijdt eenmaal per twee uur |